# Emberizoides ypiranganus
El coludo chico  (Emberizoides ypiranganus) es una especie de ave paseriforme de la familia Thraupidae perteneciente al género Emberizoides. Anteriormente se clasificaba en la familia Emberizidae. Es nativo del este de América del Sur.

## Distribución y hábitat
Se distribuye desde el sureste hasta el sur de Brasil (sur de Minas Gerais, São Paulo, (sur de Río de Janeiro, Paraná, hasta Río Grande do Sul), Paraguay (mayormente al este del río Paraguay), noreste de Argentina (este de Formosa, este del  Chaco, noreste de Santa Fe, Corrientes y este de Entre Ríos), y norte y centro de Uruguay. Registros también en Brasil en el sur de Goiás, centro de Minas Gerais y en Mato Grosso do Sul.
Esta especie es considerada poco común y local en sus hábitats naturales: las praderas templadas, especialmente entre los pantanos dispersos, en regiones campestres, en humedales, casi secos, con motorrales de carqueja (Baccharis articulata), por debajo de los 900 m de altitud.

## Descripción
Mide entre 17 y 18 cm de longitud. Presenta en el dorso estrías gruesas y negruzcas sobre fondo castaño o marrón pálido; las mejillas y el área loreal son grises oscuras, en contraste con la garganta blanca. Las coberteras y el borde del hombro presentan tintes amarillos. El vientre es blancuzco. La maxila es negra y la mandíbula amarilla. Las patas son de color pardo claro.
Su llamado es un parloteo nasal rápido «ch... ch... ch-ch-ch-ch-ch-ch-ch».

## Alimentación
Se alimenta principalmente de insectos y se refugia en la base de las plantas, pero a veces, vuela alto hasta lugares lejanos.

## Sistemática

### Descripción original
La especie E. ypiranganus fue descrita por primera vez por los zoólogos alemán naturalizado brasileño Hermann von Ihering y su hijo Rodolpho von Ihering en 1907 bajo el nombre científico Emberizoides macrourus ypiranganus; la localidad tipo es: «Estado de São Paulo, Campos do Jordâo, e Ypiranga».

### Etimología
El nombre genérico masculino Emberizoides es una combinación del género Emberiza, que deriva del alemán antiguo «embritz» utilizado para designar a los pájaros del Viejo Mundo llamados escribanos, y de la palabra griega «oidēs» que significa «que se parece», «parecido con»; y el nombre de la especie «ypiranganus» se refiere a Ypiranga, la localidad tipo (actual Ipiranga, Paraná).

### Taxonomía
Los datos presentados por los amplios estudios filogenéticos recientes comprobaron que la presente especie es próxima al par formado por Emberizoides herbicola y Emberizoides duidae.